# Petermannia cirrosa
Petermannia là chi duy nhất trong họ Petermanniaceae với loài duy nhất có danh pháp Petermannia cirrosa, một loài cây đặc hữu tại các bang New South Wales và Queensland ở Australia. Nó là một loại dây leo thân rễ hóa gỗ, đầy gai, mọc dài tới 6 m và có các lá hình mác, hình trứng hoặc elíp nhọn đỉnh. Hoa nở trong mùa hè, có các lá đài hay cánh hoa không phân biệt với màu lục ánh đỏ hay trắng. Quả mọng màu đỏ.
Trong hệ thống APG năm 1998 và hệ thống APG II năm 2003 nó được xếp trong họ Colchicaceae. Trong hệ thống Cronquist năm 1981 nó được xếp trong họ Liliaceae.

## Phát sinh chủng loài
Cây phát sinh chủng loài dưới đây lấy theo APG III.

| Alstroemeriaceae s.l. | \| \| Luzuriageae (Luzuriagaceae) \| \| \| \| \| \| Alstroemerieae (Alstroemeriaceae s.s) \| \| \| \| |
|                       | \| \| Luzuriageae (Luzuriagaceae) \| \| \| \| \| \| Alstroemerieae (Alstroemeriaceae s.s) \| \| \| \| |
|                       | Luzuriageae (Luzuriagaceae)                                                                           |
|                       | |
|                       | Alstroemerieae (Alstroemeriaceae s.s)                                                                 |
|                       | |

|  | Luzuriageae (Luzuriagaceae)           |
|  |                                       |
|  | Alstroemerieae (Alstroemeriaceae s.s) |
|  |                                       |

| Alstroemeriaceae s.l. | \| \| Luzuriageae (Luzuriagaceae) \| \| \| \| \| \| Alstroemerieae (Alstroemeriaceae s.s) \| \| \| \| |
|                       | \| \| Luzuriageae (Luzuriagaceae) \| \| \| \| \| \| Alstroemerieae (Alstroemeriaceae s.s) \| \| \| \| |
|                       | Luzuriageae (Luzuriagaceae)                                                                           |
|                       | |
|                       | Alstroemerieae (Alstroemeriaceae s.s)                                                                 |
|                       | |

|  | Luzuriageae (Luzuriagaceae)           |
|  |                                       |
|  | Alstroemerieae (Alstroemeriaceae s.s) |
|  |                                       |

| Alstroemeriaceae s.l. | \| \| Luzuriageae (Luzuriagaceae) \| \| \| \| \| \| Alstroemerieae (Alstroemeriaceae s.s) \| \| \| \| |
|                       | \| \| Luzuriageae (Luzuriagaceae) \| \| \| \| \| \| Alstroemerieae (Alstroemeriaceae s.s) \| \| \| \| |
|                       | Luzuriageae (Luzuriagaceae)                                                                           |
|                       | |
|                       | Alstroemerieae (Alstroemeriaceae s.s)                                                                 |
|                       | |

|  | Luzuriageae (Luzuriagaceae)           |
|  |                                       |
|  | Alstroemerieae (Alstroemeriaceae s.s) |
|  |                                       |

| Alstroemeriaceae s.l. | \| \| Luzuriageae (Luzuriagaceae) \| \| \| \| \| \| Alstroemerieae (Alstroemeriaceae s.s) \| \| \| \| |
|                       | \| \| Luzuriageae (Luzuriagaceae) \| \| \| \| \| \| Alstroemerieae (Alstroemeriaceae s.s) \| \| \| \| |
|                       | Luzuriageae (Luzuriagaceae)                                                                           |
|                       | |
|                       | Alstroemerieae (Alstroemeriaceae s.s)                                                                 |
|                       | |

|  | Luzuriageae (Luzuriagaceae)           |
|  |                                       |
|  | Alstroemerieae (Alstroemeriaceae s.s) |
|  |                                       |

|  | Rhipogonaceae |
|  |               |
|  | Philesiaceae  |
|  |               |

|  | Smilacaceae |
|  |             |
|  | Liliaceae   |
|  |             |

|  | Rhipogonaceae |
|  |               |
|  | Philesiaceae  |
|  |               |

|  | Smilacaceae |
|  |             |
|  | Liliaceae   |
|  |             |

| Alstroemeriaceae s.l. | \| \| Luzuriageae (Luzuriagaceae) \| \| \| \| \| \| Alstroemerieae (Alstroemeriaceae s.s) \| \| \| \| |
|                       | \| \| Luzuriageae (Luzuriagaceae) \| \| \| \| \| \| Alstroemerieae (Alstroemeriaceae s.s) \| \| \| \| |
|                       | Luzuriageae (Luzuriagaceae)                                                                           |
|                       | |
|                       | Alstroemerieae (Alstroemeriaceae s.s)                                                                 |
|                       | |

|  | Luzuriageae (Luzuriagaceae)           |
|  |                                       |
|  | Alstroemerieae (Alstroemeriaceae s.s) |
|  |                                       |

| Alstroemeriaceae s.l. | \| \| Luzuriageae (Luzuriagaceae) \| \| \| \| \| \| Alstroemerieae (Alstroemeriaceae s.s) \| \| \| \| |
|                       | \| \| Luzuriageae (Luzuriagaceae) \| \| \| \| \| \| Alstroemerieae (Alstroemeriaceae s.s) \| \| \| \| |
|                       | Luzuriageae (Luzuriagaceae)                                                                           |
|                       | |
|                       | Alstroemerieae (Alstroemeriaceae s.s)                                                                 |
|                       | |

|  | Luzuriageae (Luzuriagaceae)           |
|  |                                       |
|  | Alstroemerieae (Alstroemeriaceae s.s) |
|  |                                       |

| Alstroemeriaceae s.l. | \| \| Luzuriageae (Luzuriagaceae) \| \| \| \| \| \| Alstroemerieae (Alstroemeriaceae s.s) \| \| \| \| |
|                       | \| \| Luzuriageae (Luzuriagaceae) \| \| \| \| \| \| Alstroemerieae (Alstroemeriaceae s.s) \| \| \| \| |
|                       | Luzuriageae (Luzuriagaceae)                                                                           |
|                       | |
|                       | Alstroemerieae (Alstroemeriaceae s.s)                                                                 |
|                       | |

|  | Luzuriageae (Luzuriagaceae)           |
|  |                                       |
|  | Alstroemerieae (Alstroemeriaceae s.s) |
|  |                                       |

| Alstroemeriaceae s.l. | \| \| Luzuriageae (Luzuriagaceae) \| \| \| \| \| \| Alstroemerieae (Alstroemeriaceae s.s) \| \| \| \| |
|                       | \| \| Luzuriageae (Luzuriagaceae) \| \| \| \| \| \| Alstroemerieae (Alstroemeriaceae s.s) \| \| \| \| |
|                       | Luzuriageae (Luzuriagaceae)                                                                           |
|                       | |
|                       | Alstroemerieae (Alstroemeriaceae s.s)                                                                 |
|                       | |

|  | Luzuriageae (Luzuriagaceae)           |
|  |                                       |
|  | Alstroemerieae (Alstroemeriaceae s.s) |
|  |                                       |

|  | Rhipogonaceae |
|  |               |
|  | Philesiaceae  |
|  |               |

|  | Smilacaceae |
|  |             |
|  | Liliaceae   |
|  |             |

|  | Rhipogonaceae |
|  |               |
|  | Philesiaceae  |
|  |               |

|  | Smilacaceae |
|  |             |
|  | Liliaceae   |
|  |             |

| Alstroemeriaceae s.l. | \| \| Luzuriageae (Luzuriagaceae) \| \| \| \| \| \| Alstroemerieae (Alstroemeriaceae s.s) \| \| \| \| |
|                       | \| \| Luzuriageae (Luzuriagaceae) \| \| \| \| \| \| Alstroemerieae (Alstroemeriaceae s.s) \| \| \| \| |
|                       | Luzuriageae (Luzuriagaceae)                                                                           |
|                       | |
|                       | Alstroemerieae (Alstroemeriaceae s.s)                                                                 |
|                       | |

|  | Luzuriageae (Luzuriagaceae)           |
|  |                                       |
|  | Alstroemerieae (Alstroemeriaceae s.s) |
|  |                                       |

| Alstroemeriaceae s.l. | \| \| Luzuriageae (Luzuriagaceae) \| \| \| \| \| \| Alstroemerieae (Alstroemeriaceae s.s) \| \| \| \| |
|                       | \| \| Luzuriageae (Luzuriagaceae) \| \| \| \| \| \| Alstroemerieae (Alstroemeriaceae s.s) \| \| \| \| |
|                       | Luzuriageae (Luzuriagaceae)                                                                           |
|                       | |
|                       | Alstroemerieae (Alstroemeriaceae s.s)                                                                 |
|                       | |

|  | Luzuriageae (Luzuriagaceae)           |
|  |                                       |
|  | Alstroemerieae (Alstroemeriaceae s.s) |
|  |                                       |

| Alstroemeriaceae s.l. | \| \| Luzuriageae (Luzuriagaceae) \| \| \| \| \| \| Alstroemerieae (Alstroemeriaceae s.s) \| \| \| \| |
|                       | \| \| Luzuriageae (Luzuriagaceae) \| \| \| \| \| \| Alstroemerieae (Alstroemeriaceae s.s) \| \| \| \| |
|                       | Luzuriageae (Luzuriagaceae)                                                                           |
|                       | |
|                       | Alstroemerieae (Alstroemeriaceae s.s)                                                                 |
|                       | |

|  | Luzuriageae (Luzuriagaceae)           |
|  |                                       |
|  | Alstroemerieae (Alstroemeriaceae s.s) |
|  |                                       |

| Alstroemeriaceae s.l. | \| \| Luzuriageae (Luzuriagaceae) \| \| \| \| \| \| Alstroemerieae (Alstroemeriaceae s.s) \| \| \| \| |
|                       | \| \| Luzuriageae (Luzuriagaceae) \| \| \| \| \| \| Alstroemerieae (Alstroemeriaceae s.s) \| \| \| \| |
|                       | Luzuriageae (Luzuriagaceae)                                                                           |
|                       | |
|                       | Alstroemerieae (Alstroemeriaceae s.s)                                                                 |
|                       | |

|  | Luzuriageae (Luzuriagaceae)           |
|  |                                       |
|  | Alstroemerieae (Alstroemeriaceae s.s) |
|  |                                       |

|  | Rhipogonaceae |
|  |               |
|  | Philesiaceae  |
|  |               |

|  | Smilacaceae |
|  |             |
|  | Liliaceae   |
|  |             |

|  | Rhipogonaceae |
|  |               |
|  | Philesiaceae  |
|  |               |

|  | Smilacaceae |
|  |             |
|  | Liliaceae   |
|  |             |

| Alstroemeriaceae s.l. | \| \| Luzuriageae (Luzuriagaceae) \| \| \| \| \| \| Alstroemerieae (Alstroemeriaceae s.s) \| \| \| \| |
|                       | \| \| Luzuriageae (Luzuriagaceae) \| \| \| \| \| \| Alstroemerieae (Alstroemeriaceae s.s) \| \| \| \| |
|                       | Luzuriageae (Luzuriagaceae)                                                                           |
|                       | |
|                       | Alstroemerieae (Alstroemeriaceae s.s)                                                                 |
|                       | |

|  | Luzuriageae (Luzuriagaceae)           |
|  |                                       |
|  | Alstroemerieae (Alstroemeriaceae s.s) |
|  |                                       |

| Alstroemeriaceae s.l. | \| \| Luzuriageae (Luzuriagaceae) \| \| \| \| \| \| Alstroemerieae (Alstroemeriaceae s.s) \| \| \| \| |
|                       | \| \| Luzuriageae (Luzuriagaceae) \| \| \| \| \| \| Alstroemerieae (Alstroemeriaceae s.s) \| \| \| \| |
|                       | Luzuriageae (Luzuriagaceae)                                                                           |
|                       | |
|                       | Alstroemerieae (Alstroemeriaceae s.s)                                                                 |
|                       | |

|  | Luzuriageae (Luzuriagaceae)           |
|  |                                       |
|  | Alstroemerieae (Alstroemeriaceae s.s) |
|  |                                       |

| Alstroemeriaceae s.l. | \| \| Luzuriageae (Luzuriagaceae) \| \| \| \| \| \| Alstroemerieae (Alstroemeriaceae s.s) \| \| \| \| |
|                       | \| \| Luzuriageae (Luzuriagaceae) \| \| \| \| \| \| Alstroemerieae (Alstroemeriaceae s.s) \| \| \| \| |
|                       | Luzuriageae (Luzuriagaceae)                                                                           |
|                       | |
|                       | Alstroemerieae (Alstroemeriaceae s.s)                                                                 |
|                       | |

|  | Luzuriageae (Luzuriagaceae)           |
|  |                                       |
|  | Alstroemerieae (Alstroemeriaceae s.s) |
|  |                                       |

| Alstroemeriaceae s.l. | \| \| Luzuriageae (Luzuriagaceae) \| \| \| \| \| \| Alstroemerieae (Alstroemeriaceae s.s) \| \| \| \| |
|                       | \| \| Luzuriageae (Luzuriagaceae) \| \| \| \| \| \| Alstroemerieae (Alstroemeriaceae s.s) \| \| \| \| |
|                       | Luzuriageae (Luzuriagaceae)                                                                           |
|                       | |
|                       | Alstroemerieae (Alstroemeriaceae s.s)                                                                 |
|                       | |

|  | Luzuriageae (Luzuriagaceae)           |
|  |                                       |
|  | Alstroemerieae (Alstroemeriaceae s.s) |
|  |                                       |

|  | Rhipogonaceae |
|  |               |
|  | Philesiaceae  |
|  |               |

|  | Smilacaceae |
|  |             |
|  | Liliaceae   |
|  |             |

|  | Rhipogonaceae |
|  |               |
|  | Philesiaceae  |
|  |               |

|  | Smilacaceae |
|  |             |
|  | Liliaceae   |
|  |             |

| Alstroemeriaceae s.l. | \| \| Luzuriageae (Luzuriagaceae) \| \| \| \| \| \| Alstroemerieae (Alstroemeriaceae s.s) \| \| \| \| |
|                       | \| \| Luzuriageae (Luzuriagaceae) \| \| \| \| \| \| Alstroemerieae (Alstroemeriaceae s.s) \| \| \| \| |
|                       | Luzuriageae (Luzuriagaceae)                                                                           |
|                       | |
|                       | Alstroemerieae (Alstroemeriaceae s.s)                                                                 |
|                       | |

|  | Luzuriageae (Luzuriagaceae)           |
|  |                                       |
|  | Alstroemerieae (Alstroemeriaceae s.s) |
|  |                                       |

| Alstroemeriaceae s.l. | \| \| Luzuriageae (Luzuriagaceae) \| \| \| \| \| \| Alstroemerieae (Alstroemeriaceae s.s) \| \| \| \| |
|                       | \| \| Luzuriageae (Luzuriagaceae) \| \| \| \| \| \| Alstroemerieae (Alstroemeriaceae s.s) \| \| \| \| |
|                       | Luzuriageae (Luzuriagaceae)                                                                           |
|                       | |
|                       | Alstroemerieae (Alstroemeriaceae s.s)                                                                 |
|                       | |

|  | Luzuriageae (Luzuriagaceae)           |
|  |                                       |
|  | Alstroemerieae (Alstroemeriaceae s.s) |
|  |                                       |

| Alstroemeriaceae s.l. | \| \| Luzuriageae (Luzuriagaceae) \| \| \| \| \| \| Alstroemerieae (Alstroemeriaceae s.s) \| \| \| \| |
|                       | \| \| Luzuriageae (Luzuriagaceae) \| \| \| \| \| \| Alstroemerieae (Alstroemeriaceae s.s) \| \| \| \| |
|                       | Luzuriageae (Luzuriagaceae)                                                                           |
|                       | |
|                       | Alstroemerieae (Alstroemeriaceae s.s)                                                                 |
|                       | |

|  | Luzuriageae (Luzuriagaceae)           |
|  |                                       |
|  | Alstroemerieae (Alstroemeriaceae s.s) |
|  |                                       |

| Alstroemeriaceae s.l. | \| \| Luzuriageae (Luzuriagaceae) \| \| \| \| \| \| Alstroemerieae (Alstroemeriaceae s.s) \| \| \| \| |
|                       | \| \| Luzuriageae (Luzuriagaceae) \| \| \| \| \| \| Alstroemerieae (Alstroemeriaceae s.s) \| \| \| \| |
|                       | Luzuriageae (Luzuriagaceae)                                                                           |
|                       | |
|                       | Alstroemerieae (Alstroemeriaceae s.s)                                                                 |
|                       | |

|  | Luzuriageae (Luzuriagaceae)           |
|  |                                       |
|  | Alstroemerieae (Alstroemeriaceae s.s) |
|  |                                       |

|  | Rhipogonaceae |
|  |               |
|  | Philesiaceae  |
|  |               |

|  | Smilacaceae |
|  |             |
|  | Liliaceae   |
|  |             |

|  | Rhipogonaceae |
|  |               |
|  | Philesiaceae  |
|  |               |

|  | Smilacaceae |
|  |             |
|  | Liliaceae   |
|  |             |

| Alstroemeriaceae s.l. | \| \| Luzuriageae (Luzuriagaceae) \| \| \| \| \| \| Alstroemerieae (Alstroemeriaceae s.s) \| \| \| \| |
|                       | \| \| Luzuriageae (Luzuriagaceae) \| \| \| \| \| \| Alstroemerieae (Alstroemeriaceae s.s) \| \| \| \| |
|                       | Luzuriageae (Luzuriagaceae)                                                                           |
|                       | |
|                       | Alstroemerieae (Alstroemeriaceae s.s)                                                                 |
|                       | |

|  | Luzuriageae (Luzuriagaceae)           |
|  |                                       |
|  | Alstroemerieae (Alstroemeriaceae s.s) |
|  |                                       |

| Alstroemeriaceae s.l. | \| \| Luzuriageae (Luzuriagaceae) \| \| \| \| \| \| Alstroemerieae (Alstroemeriaceae s.s) \| \| \| \| |
|                       | \| \| Luzuriageae (Luzuriagaceae) \| \| \| \| \| \| Alstroemerieae (Alstroemeriaceae s.s) \| \| \| \| |
|                       | Luzuriageae (Luzuriagaceae)                                                                           |
|                       | |
|                       | Alstroemerieae (Alstroemeriaceae s.s)                                                                 |
|                       | |

|  | Luzuriageae (Luzuriagaceae)           |
|  |                                       |
|  | Alstroemerieae (Alstroemeriaceae s.s) |
|  |                                       |

| Alstroemeriaceae s.l. | \| \| Luzuriageae (Luzuriagaceae) \| \| \| \| \| \| Alstroemerieae (Alstroemeriaceae s.s) \| \| \| \| |
|                       | \| \| Luzuriageae (Luzuriagaceae) \| \| \| \| \| \| Alstroemerieae (Alstroemeriaceae s.s) \| \| \| \| |
|                       | Luzuriageae (Luzuriagaceae)                                                                           |
|                       | |
|                       | Alstroemerieae (Alstroemeriaceae s.s)                                                                 |
|                       | |

|  | Luzuriageae (Luzuriagaceae)           |
|  |                                       |
|  | Alstroemerieae (Alstroemeriaceae s.s) |
|  |                                       |

| Alstroemeriaceae s.l. | \| \| Luzuriageae (Luzuriagaceae) \| \| \| \| \| \| Alstroemerieae (Alstroemeriaceae s.s) \| \| \| \| |
|                       | \| \| Luzuriageae (Luzuriagaceae) \| \| \| \| \| \| Alstroemerieae (Alstroemeriaceae s.s) \| \| \| \| |
|                       | Luzuriageae (Luzuriagaceae)                                                                           |
|                       | |
|                       | Alstroemerieae (Alstroemeriaceae s.s)                                                                 |
|                       | |

|  | Luzuriageae (Luzuriagaceae)           |
|  |                                       |
|  | Alstroemerieae (Alstroemeriaceae s.s) |
|  |                                       |

|  | Rhipogonaceae |
|  |               |
|  | Philesiaceae  |
|  |               |

|  | Smilacaceae |
|  |             |
|  | Liliaceae   |
|  |             |

|  | Rhipogonaceae |
|  |               |
|  | Philesiaceae  |
|  |               |

|  | Smilacaceae |
|  |             |
|  | Liliaceae   |
|  |             |

| Alstroemeriaceae s.l. | \| \| Luzuriageae (Luzuriagaceae) \| \| \| \| \| \| Alstroemerieae (Alstroemeriaceae s.s) \| \| \| \| |
|                       | \| \| Luzuriageae (Luzuriagaceae) \| \| \| \| \| \| Alstroemerieae (Alstroemeriaceae s.s) \| \| \| \| |
|                       | Luzuriageae (Luzuriagaceae)                                                                           |
|                       | |
|                       | Alstroemerieae (Alstroemeriaceae s.s)                                                                 |
|                       | |

|  | Luzuriageae (Luzuriagaceae)           |
|  |                                       |
|  | Alstroemerieae (Alstroemeriaceae s.s) |
|  |                                       |

| Alstroemeriaceae s.l. | \| \| Luzuriageae (Luzuriagaceae) \| \| \| \| \| \| Alstroemerieae (Alstroemeriaceae s.s) \| \| \| \| |
|                       | \| \| Luzuriageae (Luzuriagaceae) \| \| \| \| \| \| Alstroemerieae (Alstroemeriaceae s.s) \| \| \| \| |
|                       | Luzuriageae (Luzuriagaceae)                                                                           |
|                       | |
|                       | Alstroemerieae (Alstroemeriaceae s.s)                                                                 |
|                       | |

|  | Luzuriageae (Luzuriagaceae)           |
|  |                                       |
|  | Alstroemerieae (Alstroemeriaceae s.s) |
|  |                                       |

| Alstroemeriaceae s.l. | \| \| Luzuriageae (Luzuriagaceae) \| \| \| \| \| \| Alstroemerieae (Alstroemeriaceae s.s) \| \| \| \| |
|                       | \| \| Luzuriageae (Luzuriagaceae) \| \| \| \| \| \| Alstroemerieae (Alstroemeriaceae s.s) \| \| \| \| |
|                       | Luzuriageae (Luzuriagaceae)                                                                           |
|                       | |
|                       | Alstroemerieae (Alstroemeriaceae s.s)                                                                 |
|                       | |

|  | Luzuriageae (Luzuriagaceae)           |
|  |                                       |
|  | Alstroemerieae (Alstroemeriaceae s.s) |
|  |                                       |

| Alstroemeriaceae s.l. | \| \| Luzuriageae (Luzuriagaceae) \| \| \| \| \| \| Alstroemerieae (Alstroemeriaceae s.s) \| \| \| \| |
|                       | \| \| Luzuriageae (Luzuriagaceae) \| \| \| \| \| \| Alstroemerieae (Alstroemeriaceae s.s) \| \| \| \| |
|                       | Luzuriageae (Luzuriagaceae)                                                                           |
|                       | |
|                       | Alstroemerieae (Alstroemeriaceae s.s)                                                                 |
|                       | |

|  | Luzuriageae (Luzuriagaceae)           |
|  |                                       |
|  | Alstroemerieae (Alstroemeriaceae s.s) |
|  |                                       |

|  | Rhipogonaceae |
|  |               |
|  | Philesiaceae  |
|  |               |

|  | Smilacaceae |
|  |             |
|  | Liliaceae   |
|  |             |

|  | Rhipogonaceae |
|  |               |
|  | Philesiaceae  |
|  |               |

|  | Smilacaceae |
|  |             |
|  | Liliaceae   |
|  |             |

| Alstroemeriaceae s.l. | \| \| Luzuriageae (Luzuriagaceae) \| \| \| \| \| \| Alstroemerieae (Alstroemeriaceae s.s) \| \| \| \| |
|                       | \| \| Luzuriageae (Luzuriagaceae) \| \| \| \| \| \| Alstroemerieae (Alstroemeriaceae s.s) \| \| \| \| |
|                       | Luzuriageae (Luzuriagaceae)                                                                           |
|                       | |
|                       | Alstroemerieae (Alstroemeriaceae s.s)                                                                 |
|                       | |

|  | Luzuriageae (Luzuriagaceae)           |
|  |                                       |
|  | Alstroemerieae (Alstroemeriaceae s.s) |
|  |                                       |

| Alstroemeriaceae s.l. | \| \| Luzuriageae (Luzuriagaceae) \| \| \| \| \| \| Alstroemerieae (Alstroemeriaceae s.s) \| \| \| \| |
|                       | \| \| Luzuriageae (Luzuriagaceae) \| \| \| \| \| \| Alstroemerieae (Alstroemeriaceae s.s) \| \| \| \| |
|                       | Luzuriageae (Luzuriagaceae)                                                                           |
|                       | |
|                       | Alstroemerieae (Alstroemeriaceae s.s)                                                                 |
|                       | |

|  | Luzuriageae (Luzuriagaceae)           |
|  |                                       |
|  | Alstroemerieae (Alstroemeriaceae s.s) |
|  |                                       |

| Alstroemeriaceae s.l. | \| \| Luzuriageae (Luzuriagaceae) \| \| \| \| \| \| Alstroemerieae (Alstroemeriaceae s.s) \| \| \| \| |
|                       | \| \| Luzuriageae (Luzuriagaceae) \| \| \| \| \| \| Alstroemerieae (Alstroemeriaceae s.s) \| \| \| \| |
|                       | Luzuriageae (Luzuriagaceae)                                                                           |
|                       | |
|                       | Alstroemerieae (Alstroemeriaceae s.s)                                                                 |
|                       | |

|  | Luzuriageae (Luzuriagaceae)           |
|  |                                       |
|  | Alstroemerieae (Alstroemeriaceae s.s) |
|  |                                       |

| Alstroemeriaceae s.l. | \| \| Luzuriageae (Luzuriagaceae) \| \| \| \| \| \| Alstroemerieae (Alstroemeriaceae s.s) \| \| \| \| |
|                       | \| \| Luzuriageae (Luzuriagaceae) \| \| \| \| \| \| Alstroemerieae (Alstroemeriaceae s.s) \| \| \| \| |
|                       | Luzuriageae (Luzuriagaceae)                                                                           |
|                       | |
|                       | Alstroemerieae (Alstroemeriaceae s.s)                                                                 |
|                       | |

|  | Luzuriageae (Luzuriagaceae)           |
|  |                                       |
|  | Alstroemerieae (Alstroemeriaceae s.s) |
|  |                                       |

|  | Rhipogonaceae |
|  |               |
|  | Philesiaceae  |
|  |               |

|  | Smilacaceae |
|  |             |
|  | Liliaceae   |
|  |             |

|  | Rhipogonaceae |
|  |               |
|  | Philesiaceae  |
|  |               |

|  | Smilacaceae |
|  |             |
|  | Liliaceae   |
|  |             |

| Alstroemeriaceae s.l. | \| \| Luzuriageae (Luzuriagaceae) \| \| \| \| \| \| Alstroemerieae (Alstroemeriaceae s.s) \| \| \| \| |
|                       | \| \| Luzuriageae (Luzuriagaceae) \| \| \| \| \| \| Alstroemerieae (Alstroemeriaceae s.s) \| \| \| \| |
|                       | Luzuriageae (Luzuriagaceae)                                                                           |
|                       | |
|                       | Alstroemerieae (Alstroemeriaceae s.s)                                                                 |
|                       | |

|  | Luzuriageae (Luzuriagaceae)           |
|  |                                       |
|  | Alstroemerieae (Alstroemeriaceae s.s) |
|  |                                       |

| Alstroemeriaceae s.l. | \| \| Luzuriageae (Luzuriagaceae) \| \| \| \| \| \| Alstroemerieae (Alstroemeriaceae s.s) \| \| \| \| |
|                       | \| \| Luzuriageae (Luzuriagaceae) \| \| \| \| \| \| Alstroemerieae (Alstroemeriaceae s.s) \| \| \| \| |
|                       | Luzuriageae (Luzuriagaceae)                                                                           |
|                       | |
|                       | Alstroemerieae (Alstroemeriaceae s.s)                                                                 |
|                       | |

|  | Luzuriageae (Luzuriagaceae)           |
|  |                                       |
|  | Alstroemerieae (Alstroemeriaceae s.s) |
|  |                                       |

| Alstroemeriaceae s.l. | \| \| Luzuriageae (Luzuriagaceae) \| \| \| \| \| \| Alstroemerieae (Alstroemeriaceae s.s) \| \| \| \| |
|                       | \| \| Luzuriageae (Luzuriagaceae) \| \| \| \| \| \| Alstroemerieae (Alstroemeriaceae s.s) \| \| \| \| |
|                       | Luzuriageae (Luzuriagaceae)                                                                           |
|                       | |
|                       | Alstroemerieae (Alstroemeriaceae s.s)                                                                 |
|                       | |

|  | Luzuriageae (Luzuriagaceae)           |
|  |                                       |
|  | Alstroemerieae (Alstroemeriaceae s.s) |
|  |                                       |

| Alstroemeriaceae s.l. | \| \| Luzuriageae (Luzuriagaceae) \| \| \| \| \| \| Alstroemerieae (Alstroemeriaceae s.s) \| \| \| \| |
|                       | \| \| Luzuriageae (Luzuriagaceae) \| \| \| \| \| \| Alstroemerieae (Alstroemeriaceae s.s) \| \| \| \| |
|                       | Luzuriageae (Luzuriagaceae)                                                                           |
|                       | |
|                       | Alstroemerieae (Alstroemeriaceae s.s)                                                                 |
|                       | |

|  | Luzuriageae (Luzuriagaceae)           |
|  |                                       |
|  | Alstroemerieae (Alstroemeriaceae s.s) |
|  |                                       |

|  | Rhipogonaceae |
|  |               |
|  | Philesiaceae  |
|  |               |

|  | Smilacaceae |
|  |             |
|  | Liliaceae   |
|  |             |

|  | Rhipogonaceae |
|  |               |
|  | Philesiaceae  |
|  |               |

|  | Smilacaceae |
|  |             |
|  | Liliaceae   |
|  |             |

| Alstroemeriaceae s.l. | \| \| Luzuriageae (Luzuriagaceae) \| \| \| \| \| \| Alstroemerieae (Alstroemeriaceae s.s) \| \| \| \| |
|                       | \| \| Luzuriageae (Luzuriagaceae) \| \| \| \| \| \| Alstroemerieae (Alstroemeriaceae s.s) \| \| \| \| |
|                       | Luzuriageae (Luzuriagaceae)                                                                           |
|                       | |
|                       | Alstroemerieae (Alstroemeriaceae s.s)                                                                 |
|                       | |

|  | Luzuriageae (Luzuriagaceae)           |
|  |                                       |
|  | Alstroemerieae (Alstroemeriaceae s.s) |
|  |                                       |

| Alstroemeriaceae s.l. | \| \| Luzuriageae (Luzuriagaceae) \| \| \| \| \| \| Alstroemerieae (Alstroemeriaceae s.s) \| \| \| \| |
|                       | \| \| Luzuriageae (Luzuriagaceae) \| \| \| \| \| \| Alstroemerieae (Alstroemeriaceae s.s) \| \| \| \| |
|                       | Luzuriageae (Luzuriagaceae)                                                                           |
|                       | |
|                       | Alstroemerieae (Alstroemeriaceae s.s)                                                                 |
|                       | |

|  | Luzuriageae (Luzuriagaceae)           |
|  |                                       |
|  | Alstroemerieae (Alstroemeriaceae s.s) |
|  |                                       |

| Alstroemeriaceae s.l. | \| \| Luzuriageae (Luzuriagaceae) \| \| \| \| \| \| Alstroemerieae (Alstroemeriaceae s.s) \| \| \| \| |
|                       | \| \| Luzuriageae (Luzuriagaceae) \| \| \| \| \| \| Alstroemerieae (Alstroemeriaceae s.s) \| \| \| \| |
|                       | Luzuriageae (Luzuriagaceae)                                                                           |
|                       | |
|                       | Alstroemerieae (Alstroemeriaceae s.s)                                                                 |
|                       | |

|  | Luzuriageae (Luzuriagaceae)           |
|  |                                       |
|  | Alstroemerieae (Alstroemeriaceae s.s) |
|  |                                       |

| Alstroemeriaceae s.l. | \| \| Luzuriageae (Luzuriagaceae) \| \| \| \| \| \| Alstroemerieae (Alstroemeriaceae s.s) \| \| \| \| |
|                       | \| \| Luzuriageae (Luzuriagaceae) \| \| \| \| \| \| Alstroemerieae (Alstroemeriaceae s.s) \| \| \| \| |
|                       | Luzuriageae (Luzuriagaceae)                                                                           |
|                       | |
|                       | Alstroemerieae (Alstroemeriaceae s.s)                                                                 |
|                       | |

|  | Luzuriageae (Luzuriagaceae)           |
|  |                                       |
|  | Alstroemerieae (Alstroemeriaceae s.s) |
|  |                                       |

|  | Rhipogonaceae |
|  |               |
|  | Philesiaceae  |
|  |               |

|  | Smilacaceae |
|  |             |
|  | Liliaceae   |
|  |             |

|  | Rhipogonaceae |
|  |               |
|  | Philesiaceae  |
|  |               |

|  | Smilacaceae |
|  |             |
|  | Liliaceae   |
|  |             |

| Alstroemeriaceae s.l. | \| \| Luzuriageae (Luzuriagaceae) \| \| \| \| \| \| Alstroemerieae (Alstroemeriaceae s.s) \| \| \| \| |
|                       | \| \| Luzuriageae (Luzuriagaceae) \| \| \| \| \| \| Alstroemerieae (Alstroemeriaceae s.s) \| \| \| \| |
|                       | Luzuriageae (Luzuriagaceae)                                                                           |
|                       | |
|                       | Alstroemerieae (Alstroemeriaceae s.s)                                                                 |
|                       | |

|  | Luzuriageae (Luzuriagaceae)           |
|  |                                       |
|  | Alstroemerieae (Alstroemeriaceae s.s) |
|  |                                       |

| Alstroemeriaceae s.l. | \| \| Luzuriageae (Luzuriagaceae) \| \| \| \| \| \| Alstroemerieae (Alstroemeriaceae s.s) \| \| \| \| |
|                       | \| \| Luzuriageae (Luzuriagaceae) \| \| \| \| \| \| Alstroemerieae (Alstroemeriaceae s.s) \| \| \| \| |
|                       | Luzuriageae (Luzuriagaceae)                                                                           |
|                       | |
|                       | Alstroemerieae (Alstroemeriaceae s.s)                                                                 |
|                       | |

|  | Luzuriageae (Luzuriagaceae)           |
|  |                                       |
|  | Alstroemerieae (Alstroemeriaceae s.s) |
|  |                                       |

| Alstroemeriaceae s.l. | \| \| Luzuriageae (Luzuriagaceae) \| \| \| \| \| \| Alstroemerieae (Alstroemeriaceae s.s) \| \| \| \| |
|                       | \| \| Luzuriageae (Luzuriagaceae) \| \| \| \| \| \| Alstroemerieae (Alstroemeriaceae s.s) \| \| \| \| |
|                       | Luzuriageae (Luzuriagaceae)                                                                           |
|                       | |
|                       | Alstroemerieae (Alstroemeriaceae s.s)                                                                 |
|                       | |

|  | Luzuriageae (Luzuriagaceae)           |
|  |                                       |
|  | Alstroemerieae (Alstroemeriaceae s.s) |
|  |                                       |

| Alstroemeriaceae s.l. | \| \| Luzuriageae (Luzuriagaceae) \| \| \| \| \| \| Alstroemerieae (Alstroemeriaceae s.s) \| \| \| \| |
|                       | \| \| Luzuriageae (Luzuriagaceae) \| \| \| \| \| \| Alstroemerieae (Alstroemeriaceae s.s) \| \| \| \| |
|                       | Luzuriageae (Luzuriagaceae)                                                                           |
|                       | |
|                       | Alstroemerieae (Alstroemeriaceae s.s)                                                                 |
|                       | |

|  | Luzuriageae (Luzuriagaceae)           |
|  |                                       |
|  | Alstroemerieae (Alstroemeriaceae s.s) |
|  |                                       |

|  | Rhipogonaceae |
|  |               |
|  | Philesiaceae  |
|  |               |

|  | Smilacaceae |
|  |             |
|  | Liliaceae   |
|  |             |

|  | Rhipogonaceae |
|  |               |
|  | Philesiaceae  |
|  |               |

|  | Smilacaceae |
|  |             |
|  | Liliaceae   |
|  |             |

| Alstroemeriaceae s.l. | \| \| Luzuriageae (Luzuriagaceae) \| \| \| \| \| \| Alstroemerieae (Alstroemeriaceae s.s) \| \| \| \| |
|                       | \| \| Luzuriageae (Luzuriagaceae) \| \| \| \| \| \| Alstroemerieae (Alstroemeriaceae s.s) \| \| \| \| |
|                       | Luzuriageae (Luzuriagaceae)                                                                           |
|                       | |
|                       | Alstroemerieae (Alstroemeriaceae s.s)                                                                 |
|                       | |

|  | Luzuriageae (Luzuriagaceae)           |
|  |                                       |
|  | Alstroemerieae (Alstroemeriaceae s.s) |
|  |                                       |

| Alstroemeriaceae s.l. | \| \| Luzuriageae (Luzuriagaceae) \| \| \| \| \| \| Alstroemerieae (Alstroemeriaceae s.s) \| \| \| \| |
|                       | \| \| Luzuriageae (Luzuriagaceae) \| \| \| \| \| \| Alstroemerieae (Alstroemeriaceae s.s) \| \| \| \| |
|                       | Luzuriageae (Luzuriagaceae)                                                                           |
|                       | |
|                       | Alstroemerieae (Alstroemeriaceae s.s)                                                                 |
|                       | |

|  | Luzuriageae (Luzuriagaceae)           |
|  |                                       |
|  | Alstroemerieae (Alstroemeriaceae s.s) |
|  |                                       |

| Alstroemeriaceae s.l. | \| \| Luzuriageae (Luzuriagaceae) \| \| \| \| \| \| Alstroemerieae (Alstroemeriaceae s.s) \| \| \| \| |
|                       | \| \| Luzuriageae (Luzuriagaceae) \| \| \| \| \| \| Alstroemerieae (Alstroemeriaceae s.s) \| \| \| \| |
|                       | Luzuriageae (Luzuriagaceae)                                                                           |
|                       | |
|                       | Alstroemerieae (Alstroemeriaceae s.s)                                                                 |
|                       | |

|  | Luzuriageae (Luzuriagaceae)           |
|  |                                       |
|  | Alstroemerieae (Alstroemeriaceae s.s) |
|  |                                       |

| Alstroemeriaceae s.l. | \| \| Luzuriageae (Luzuriagaceae) \| \| \| \| \| \| Alstroemerieae (Alstroemeriaceae s.s) \| \| \| \| |
|                       | \| \| Luzuriageae (Luzuriagaceae) \| \| \| \| \| \| Alstroemerieae (Alstroemeriaceae s.s) \| \| \| \| |
|                       | Luzuriageae (Luzuriagaceae)                                                                           |
|                       | |
|                       | Alstroemerieae (Alstroemeriaceae s.s)                                                                 |
|                       | |

|  | Luzuriageae (Luzuriagaceae)           |
|  |                                       |
|  | Alstroemerieae (Alstroemeriaceae s.s) |
|  |                                       |

|  | Rhipogonaceae |
|  |               |
|  | Philesiaceae  |
|  |               |

|  | Smilacaceae |
|  |             |
|  | Liliaceae   |
|  |             |

|  | Rhipogonaceae |
|  |               |
|  | Philesiaceae  |
|  |               |

|  | Smilacaceae |
|  |             |
|  | Liliaceae   |
|  |             |

| Alstroemeriaceae s.l. | \| \| Luzuriageae (Luzuriagaceae) \| \| \| \| \| \| Alstroemerieae (Alstroemeriaceae s.s) \| \| \| \| |
|                       | \| \| Luzuriageae (Luzuriagaceae) \| \| \| \| \| \| Alstroemerieae (Alstroemeriaceae s.s) \| \| \| \| |
|                       | Luzuriageae (Luzuriagaceae)                                                                           |
|                       | |
|                       | Alstroemerieae (Alstroemeriaceae s.s)                                                                 |
|                       | |

|  | Luzuriageae (Luzuriagaceae)           |
|  |                                       |
|  | Alstroemerieae (Alstroemeriaceae s.s) |
|  |                                       |

| Alstroemeriaceae s.l. | \| \| Luzuriageae (Luzuriagaceae) \| \| \| \| \| \| Alstroemerieae (Alstroemeriaceae s.s) \| \| \| \| |
|                       | \| \| Luzuriageae (Luzuriagaceae) \| \| \| \| \| \| Alstroemerieae (Alstroemeriaceae s.s) \| \| \| \| |
|                       | Luzuriageae (Luzuriagaceae)                                                                           |
|                       | |
|                       | Alstroemerieae (Alstroemeriaceae s.s)                                                                 |
|                       | |

|  | Luzuriageae (Luzuriagaceae)           |
|  |                                       |
|  | Alstroemerieae (Alstroemeriaceae s.s) |
|  |                                       |

| Alstroemeriaceae s.l. | \| \| Luzuriageae (Luzuriagaceae) \| \| \| \| \| \| Alstroemerieae (Alstroemeriaceae s.s) \| \| \| \| |
|                       | \| \| Luzuriageae (Luzuriagaceae) \| \| \| \| \| \| Alstroemerieae (Alstroemeriaceae s.s) \| \| \| \| |
|                       | Luzuriageae (Luzuriagaceae)                                                                           |
|                       | |
|                       | Alstroemerieae (Alstroemeriaceae s.s)                                                                 |
|                       | |

|  | Luzuriageae (Luzuriagaceae)           |
|  |                                       |
|  | Alstroemerieae (Alstroemeriaceae s.s) |
|  |                                       |

| Alstroemeriaceae s.l. | \| \| Luzuriageae (Luzuriagaceae) \| \| \| \| \| \| Alstroemerieae (Alstroemeriaceae s.s) \| \| \| \| |
|                       | \| \| Luzuriageae (Luzuriagaceae) \| \| \| \| \| \| Alstroemerieae (Alstroemeriaceae s.s) \| \| \| \| |
|                       | Luzuriageae (Luzuriagaceae)                                                                           |
|                       | |
|                       | Alstroemerieae (Alstroemeriaceae s.s)                                                                 |
|                       | |

|  | Luzuriageae (Luzuriagaceae)           |
|  |                                       |
|  | Alstroemerieae (Alstroemeriaceae s.s) |
|  |                                       |

|  | Rhipogonaceae |
|  |               |
|  | Philesiaceae  |
|  |               |

|  | Smilacaceae |
|  |             |
|  | Liliaceae   |
|  |             |

|  | Rhipogonaceae |
|  |               |
|  | Philesiaceae  |
|  |               |

|  | Smilacaceae |
|  |             |
|  | Liliaceae   |
|  |             |

| Alstroemeriaceae s.l. | \| \| Luzuriageae (Luzuriagaceae) \| \| \| \| \| \| Alstroemerieae (Alstroemeriaceae s.s) \| \| \| \| |
|                       | \| \| Luzuriageae (Luzuriagaceae) \| \| \| \| \| \| Alstroemerieae (Alstroemeriaceae s.s) \| \| \| \| |
|                       | Luzuriageae (Luzuriagaceae)                                                                           |
|                       | |
|                       | Alstroemerieae (Alstroemeriaceae s.s)                                                                 |
|                       | |

|  | Luzuriageae (Luzuriagaceae)           |
|  |                                       |
|  | Alstroemerieae (Alstroemeriaceae s.s) |
|  |                                       |

| Alstroemeriaceae s.l. | \| \| Luzuriageae (Luzuriagaceae) \| \| \| \| \| \| Alstroemerieae (Alstroemeriaceae s.s) \| \| \| \| |
|                       | \| \| Luzuriageae (Luzuriagaceae) \| \| \| \| \| \| Alstroemerieae (Alstroemeriaceae s.s) \| \| \| \| |
|                       | Luzuriageae (Luzuriagaceae)                                                                           |
|                       | |
|                       | Alstroemerieae (Alstroemeriaceae s.s)                                                                 |
|                       | |

|  | Luzuriageae (Luzuriagaceae)           |
|  |                                       |
|  | Alstroemerieae (Alstroemeriaceae s.s) |
|  |                                       |

| Alstroemeriaceae s.l. | \| \| Luzuriageae (Luzuriagaceae) \| \| \| \| \| \| Alstroemerieae (Alstroemeriaceae s.s) \| \| \| \| |
|                       | \| \| Luzuriageae (Luzuriagaceae) \| \| \| \| \| \| Alstroemerieae (Alstroemeriaceae s.s) \| \| \| \| |
|                       | Luzuriageae (Luzuriagaceae)                                                                           |
|                       | |
|                       | Alstroemerieae (Alstroemeriaceae s.s)                                                                 |
|                       | |

|  | Luzuriageae (Luzuriagaceae)           |
|  |                                       |
|  | Alstroemerieae (Alstroemeriaceae s.s) |
|  |                                       |

| Alstroemeriaceae s.l. | \| \| Luzuriageae (Luzuriagaceae) \| \| \| \| \| \| Alstroemerieae (Alstroemeriaceae s.s) \| \| \| \| |
|                       | \| \| Luzuriageae (Luzuriagaceae) \| \| \| \| \| \| Alstroemerieae (Alstroemeriaceae s.s) \| \| \| \| |
|                       | Luzuriageae (Luzuriagaceae)                                                                           |
|                       | |
|                       | Alstroemerieae (Alstroemeriaceae s.s)                                                                 |
|                       | |

|  | Luzuriageae (Luzuriagaceae)           |
|  |                                       |
|  | Alstroemerieae (Alstroemeriaceae s.s) |
|  |                                       |

|  | Rhipogonaceae |
|  |               |
|  | Philesiaceae  |
|  |               |

|  | Smilacaceae |
|  |             |
|  | Liliaceae   |
|  |             |

|  | Rhipogonaceae |
|  |               |
|  | Philesiaceae  |
|  |               |

|  | Smilacaceae |
|  |             |
|  | Liliaceae   |
|  |             |

| Alstroemeriaceae s.l. | \| \| Luzuriageae (Luzuriagaceae) \| \| \| \| \| \| Alstroemerieae (Alstroemeriaceae s.s) \| \| \| \| |
|                       | \| \| Luzuriageae (Luzuriagaceae) \| \| \| \| \| \| Alstroemerieae (Alstroemeriaceae s.s) \| \| \| \| |
|                       | Luzuriageae (Luzuriagaceae)                                                                           |
|                       | |
|                       | Alstroemerieae (Alstroemeriaceae s.s)                                                                 |
|                       | |

|  | Luzuriageae (Luzuriagaceae)           |
|  |                                       |
|  | Alstroemerieae (Alstroemeriaceae s.s) |
|  |                                       |

| Alstroemeriaceae s.l. | \| \| Luzuriageae (Luzuriagaceae) \| \| \| \| \| \| Alstroemerieae (Alstroemeriaceae s.s) \| \| \| \| |
|                       | \| \| Luzuriageae (Luzuriagaceae) \| \| \| \| \| \| Alstroemerieae (Alstroemeriaceae s.s) \| \| \| \| |
|                       | Luzuriageae (Luzuriagaceae)                                                                           |
|                       | |
|                       | Alstroemerieae (Alstroemeriaceae s.s)                                                                 |
|                       | |

|  | Luzuriageae (Luzuriagaceae)           |
|  |                                       |
|  | Alstroemerieae (Alstroemeriaceae s.s) |
|  |                                       |

| Alstroemeriaceae s.l. | \| \| Luzuriageae (Luzuriagaceae) \| \| \| \| \| \| Alstroemerieae (Alstroemeriaceae s.s) \| \| \| \| |
|                       | \| \| Luzuriageae (Luzuriagaceae) \| \| \| \| \| \| Alstroemerieae (Alstroemeriaceae s.s) \| \| \| \| |
|                       | Luzuriageae (Luzuriagaceae)                                                                           |
|                       | |
|                       | Alstroemerieae (Alstroemeriaceae s.s)                                                                 |
|                       | |

|  | Luzuriageae (Luzuriagaceae)           |
|  |                                       |
|  | Alstroemerieae (Alstroemeriaceae s.s) |
|  |                                       |

| Alstroemeriaceae s.l. | \| \| Luzuriageae (Luzuriagaceae) \| \| \| \| \| \| Alstroemerieae (Alstroemeriaceae s.s) \| \| \| \| |
|                       | \| \| Luzuriageae (Luzuriagaceae) \| \| \| \| \| \| Alstroemerieae (Alstroemeriaceae s.s) \| \| \| \| |
|                       | Luzuriageae (Luzuriagaceae)                                                                           |
|                       | |
|                       | Alstroemerieae (Alstroemeriaceae s.s)                                                                 |
|                       | |

|  | Luzuriageae (Luzuriagaceae)           |
|  |                                       |
|  | Alstroemerieae (Alstroemeriaceae s.s) |
|  |                                       |

|  | Rhipogonaceae |
|  |               |
|  | Philesiaceae  |
|  |               |

|  | Smilacaceae |
|  |             |
|  | Liliaceae   |
|  |             |

|  | Rhipogonaceae |
|  |               |
|  | Philesiaceae  |
|  |               |

|  | Smilacaceae |
|  |             |
|  | Liliaceae   |
|  |             |

| Alstroemeriaceae s.l. | \| \| Luzuriageae (Luzuriagaceae) \| \| \| \| \| \| Alstroemerieae (Alstroemeriaceae s.s) \| \| \| \| |
|                       | \| \| Luzuriageae (Luzuriagaceae) \| \| \| \| \| \| Alstroemerieae (Alstroemeriaceae s.s) \| \| \| \| |
|                       | Luzuriageae (Luzuriagaceae)                                                                           |
|                       | |
|                       | Alstroemerieae (Alstroemeriaceae s.s)                                                                 |
|                       | |

|  | Luzuriageae (Luzuriagaceae)           |
|  |                                       |
|  | Alstroemerieae (Alstroemeriaceae s.s) |
|  |                                       |

| Alstroemeriaceae s.l. | \| \| Luzuriageae (Luzuriagaceae) \| \| \| \| \| \| Alstroemerieae (Alstroemeriaceae s.s) \| \| \| \| |
|                       | \| \| Luzuriageae (Luzuriagaceae) \| \| \| \| \| \| Alstroemerieae (Alstroemeriaceae s.s) \| \| \| \| |
|                       | Luzuriageae (Luzuriagaceae)                                                                           |
|                       | |
|                       | Alstroemerieae (Alstroemeriaceae s.s)                                                                 |
|                       | |

|  | Luzuriageae (Luzuriagaceae)           |
|  |                                       |
|  | Alstroemerieae (Alstroemeriaceae s.s) |
|  |                                       |

| Alstroemeriaceae s.l. | \| \| Luzuriageae (Luzuriagaceae) \| \| \| \| \| \| Alstroemerieae (Alstroemeriaceae s.s) \| \| \| \| |
|                       | \| \| Luzuriageae (Luzuriagaceae) \| \| \| \| \| \| Alstroemerieae (Alstroemeriaceae s.s) \| \| \| \| |
|                       | Luzuriageae (Luzuriagaceae)                                                                           |
|                       | |
|                       | Alstroemerieae (Alstroemeriaceae s.s)                                                                 |
|                       | |

|  | Luzuriageae (Luzuriagaceae)           |
|  |                                       |
|  | Alstroemerieae (Alstroemeriaceae s.s) |
|  |                                       |

| Alstroemeriaceae s.l. | \| \| Luzuriageae (Luzuriagaceae) \| \| \| \| \| \| Alstroemerieae (Alstroemeriaceae s.s) \| \| \| \| |
|                       | \| \| Luzuriageae (Luzuriagaceae) \| \| \| \| \| \| Alstroemerieae (Alstroemeriaceae s.s) \| \| \| \| |
|                       | Luzuriageae (Luzuriagaceae)                                                                           |
|                       | |
|                       | Alstroemerieae (Alstroemeriaceae s.s)                                                                 |
|                       | |

|  | Luzuriageae (Luzuriagaceae)           |
|  |                                       |
|  | Alstroemerieae (Alstroemeriaceae s.s) |
|  |                                       |

|  | Rhipogonaceae |
|  |               |
|  | Philesiaceae  |
|  |               |

|  | Smilacaceae |
|  |             |
|  | Liliaceae   |
|  |             |

|  | Rhipogonaceae |
|  |               |
|  | Philesiaceae  |
|  |               |

|  | Smilacaceae |
|  |             |
|  | Liliaceae   |
|  |             |

## Lưu ý
Danh pháp Petermannia đôi khi cũng dược sử dụng để chỉ:
- Petermannia Klotzsch, 1854 với 4 loài P. cumingiana, P. fasciculata, P. geniculata, P. racemosa; nay là một phần của chi Begonia trong họ Begoniaceae.
- Petermannia Rchb., 1841 thuộc họ Chenopodiaceae (nay thuộc họ Amaranthaceae).